# Colonel Jack
Colonel Jack (voller Titel: The history and remarkable life of the truly honourable Colonel Jacque, commonly call’d Colonel Jack, deutsch Colonel Jacques, Leben und Begebenheiten des Obristen Jacque, Die merkwürdige Lebensgeschichte des sehr ehrenwerten Obersten Johannes, Oberst Hannes, Obrist Jack oder Die Geschichte und das ungewöhnliche Leben des sehr ehrenwerten Colonel Jacques, allgemein Oberst Jack genannt) ist ein von Daniel Defoe verfasster und 1722 erschienener Roman. Die erste Übersetzung ins Deutsche erschien 1740 unter dem Titel Leben und Begebenheiten des Obristen Jaques worinnen dessen Geburt, Auferziehung und seltsame Lebens-Geschichte beschrieben werden.

## Kurzbeschreibung
Colonel Jack ist die Lebensgeschichte eines Engländers, der aus einem Leben in Armut und Kriminalität aufsteigt, in der britischen Kolonie Maryland zu Wohlstand kommt, aus Abenteuerlust und Rastlosigkeit nach Europa zurückkehrt und dort sowie in der Karibik zahlreiche Schicksalsschläge und Verwicklungen überstehen muss, ehe er im heimischen London seinen Lebensabend antritt.

## Inhaltsangabe
Kindheit und Werdegang als Krimineller
Die Mutter des kleinen Colonel Jack stammt aus der vornehmen Gesellschaft, der Vater erteilt der Ziehmutter den Auftrag, den kleinen Jack „stets daran zu erinnern, daß ich ein Gentleman sei; weiter verlangte er für mich keine Erziehung“. Die Ziehmutter hat drei Jacks in ihrer Obhut: ihren eigenen Sohn, den Ich-Erzähler sowie ein weiteres Ziehkind. Zur Unterscheidung werden die drei Jacks mit Militärrängen versehen: Captain, Colonel und Major. Als Colonel Jack 10 Jahre alt ist, stirbt die verwitwete Ziehmutter. Ab da übernimmt die Straße die Erziehung der drei Jacks, Colonel Jack arbeitet vor allem als Laufbursche und bildet sich durch das Anhören von Unterhaltungen von Soldaten oder Matrosen „gewissermaßen zu einem Historiker aus.“ Captain Jack wird Mitglied einer Bande, die sich auf Entführung von Kindern spezialisiert hat, die dann als Sklaven nach Virginia verkauft werden, Major Jack Mitglied einer Diebesbande. Als Colonel Jack 15 Jahre alt ist, bring Major Jack ihn „in vertraulichen Verkehr mit einem der ausgesuchtesten Taschendiebe der Stadt“, der als Robin oder Will auftritt. Unter den Fittichen von Robin/Will erzielt Colonel Jack im Alter von 16 Jahren seinen ersten Erfolg, mit dem er sich jedoch nicht wohl fühlt: fünf Pfund Sterling Diebesbeute. „Mein Reichtum machte mir daher viel Sorge, da ich nicht wußte, wie ich ihn verwalten sollte; und ich trieb mich diesen und den nächsten Tag in einer solchen Seelenangst umher, daß ich mich endlich niedersetzte und weinte.“ Von den fünf Pfund kleidet er sich neu ein und ist geschmeichelt, als ihm bescheinigt wird, er könne „gut für den Sohn eines Gentleman gelten“, wenn er gut gekleidet ist. Aus der gleichen Geldbörse, aus der die fünf Pfund stammen, gibt Colonel Jack auf geschickte Weise die restlichen, hochwertigen Wechsel zurück, erhält dafür eine hohe Belohnung, was seine Geldverwaltungs-Sorgen jedoch erhöht. Als der Besitzer der Geldbörse ihm anbietet, Geld zu verwahren und dafür Zins zu zahlen, geht Colonel Jack auf das Angebot ein. Colonel Jack zieht mit Robin/Will zusammen, und beide entwickeln das Prinzip weiter, nicht nur von der direkten Beute zu leben, sondern auch von den Belohnungen für Rückerstattungen für hochwertige Beute, die sie als Kleinkriminelle nicht verwerten können. Robin/Will sattelt, zum Manne geworden, allerdings um, denn „das Gewerbe eines gewöhnlichen Taschendiebes war ihm zu niedrig geworden“: Robin/Will wird Mitglied einer Straßenräuber- und Einbrecher-Bande und versucht den inzwischen 19-jährigen Colonel Jack mit in die Bande zu locken, „du wirst sehen, wir sind alle Gentlemen.“ Doch „Will verstand […] dieses Wort in einem ganz anderen Sinn als ich; denn sein Gentleman war nichts mehr und nichts weniger als ein Dieb auf einer höheren Rangstufe als der des Taschendiebs […]; aber mein Gentleman war etwas ganz anderes, obgleich es mir eigentlich selbst nicht recht klar war, was ich darunter verstand. Wie dem auch sein mag – ich ließ mich durch das Wort bestechen und ging mit ihm.“ Sie rauben unter anderem eine Kutsche aus und eine fast 60 Jahre alte, arme Frau, der sie alles nehmen, was sie nach eigenen Angaben auf der Welt besitzt. „Die Abscheu, welchen die Grausamkeit jener Tat in meiner Seele erzeugte, folgte notwendig einiger Widerwille an dem Gewerbe selbst, und der Gedanke drängte sich mir nun mit Macht auf, daß dies die breite Straße des Teufels, keineswegs aber die Bahn eines Gentleman wäre.“ Colonel Jack trennt sich von Robin/Will, mietet sich eine eigene Dachkammer, doch zwei Tage später kommt es zu einem Todesfall infolge eines Einbruchs der Bande von Robin/Will, bei der nun auch Captain Jack mitmacht. Der Verfolgungsdruck steigt, die Bande versprengt sich, ein Bandenmitglied wird verhaftet und belastet andere Bandenmitglieder, darunter Robin/Will. Bald darauf warnt Captain Jack seinen Ziehbruder Colonel Jack, dass Robin/Will verhaftet worden sei; später endet Robin/Will am Galgen. Colonel Jack will mit Captain Jack reisen, deponiert sein liquides Vermögen von 60 Pfund bei jenem Verbrechensopfer, bei dem er über sechs Jahre zuvor schon die insgesamt 25 Pfunde seiner ersten Erfolge deponiert hatte, die inzwischen durch Zinsen auf 34 Pfund angewachsen sind. Captain Jack erklärt, er wolle nach Schottland fliehen. Die Reise finanzieren die beiden Jacks teilweise durch weitere Kleinverbrechen, die in Schottland vollkommen unmöglich werden, denn aufgrund der dortigen Armut kann Captain Jack „kaum hoffen […], aus seinem Gewerbe großen Vorteil zu ziehen“.
Werdegang als Zollangestellter und schottischer Soldat
Captain Jack verschwindet, während Colonel Jack sich um ehrliche Arbeit bemüht, „aber von zwei oder drei Stellen, für die ich meine Dienste anbot, wurde ich zurückgewiesen, weil ich weder lesen noch schreiben konnte“, weswegen Colonel Jack einen „armen, aber ehrlichen jungen Mann“ als Lehrer gewinnt und binnen „einem halben Jahre oder etwas darüber […] ziemlich gut lesen und schreiben“ kann. Anschließend arbeitet Colonel Jack für einen Zollbeamten, der allerdings wegen Unterschlagung nach England fliehen muss, so dass Colonel Jack abermals arbeitslos ist. In diesem Moment kehrt Captain Jack nach 18 Monaten Abwesenheit als Soldat zurück. Colonel Jack weiß „nichts Besseres zu tun, als mich gleichfalls anwerben zu lassen“ und fühlt sich „ungemein erleichtert, daß ich mich nunmehr in einer Laufbahn befand, welche […] eines Gentleman nicht unwürdig ist.“ Doch „nach ungefähr sechsmonatiger Dienstzeit erhielten wir die Nachricht, daß wir […] in Newcastle […] eingeschifft werden sollten, um zu dem Regiment […] in Flandern zu stoßen.“ Captain Jack fürchtet, nach seinen Verbrechen in Newcastle dort wiedererkannt zu werden, wenn er prunkvoll im Trupp marschiert. Und Colonel Jack hat „ganz und gar keine Lust, als ein armer Musketier nach Flandern zu gehen und mir für einen Sold von dreieinhalb Schillingen den Kopf einschlagen zu lassen“, so dass sie fliehen, als ihre Truppeneinheit nahe Dunbar weilt. Sie schlagen sich auf eigene Faust nach Newcastle durch, in der Hoffnung, auf einem Kohlenschiff über See nach London zurückzukommen. In einem Bierhaus plaudern sie ihr Kohlenschiff-Vorhaben aus, und ein „Seelenverkäuferschurke“ betrinkt sich mit den beiden Jacks, die stark alkoholisiert auf das vermeintliche Kohlenschiff gelangen. Das Schiff bringt die Deserteure allerdings nach Maryland, wo sie als „Dienstleute“ verkauft werden sollen, also Sklaven.
Werdegang als Plantagensklave, Sklavenaufseher, Plantagenbesitzer und englischer Soldat
Die Wege der beiden Jacks trennen sich im Amerika. Captain Jack wird fliehen können und letztlich während Colonel Jacks Amerika-Aufenthalt gehängt werden. Colonel Jack wird derweil an einen Herrn verkauft, dessen Plantage an einem Zufluss des Potomac liegt. Jack tröstet die Aussicht, „daß ich durch fünfjährige Dienstzeit das Bürgerrecht des Landes erhielte, welches mit einem bestimmten Anteil an Land verbunden war, das ich für mich selbst bebauen durfte.“ Als Sklave hat Colonel Jack „mit drei harten Dingen zu kämpfen, nämlich mit harter Arbeit, hartem Lager und harter Kost.“ Nach fast einem Jahr Dienstzeit kommt Colonel Jack in persönlichen Kontakt mit dem Plantagenbesitzer, bittet ihn um Aufbewahrung des zerschlissenen Dokuments, das seine Londoner Geldeinlage von inzwischen 94 Pfund belegt. Dieser Wunsch und Jacks Auftreten sind dermaßen beeindruckend, dass Jack zum Sklavenaufseher befördert wird. Die Aufgabe liegt ihm in der hergebrachten, gewalttätigen Form nicht. Colonel Jack verlegt sich also auf Manipulationen. Das erste Manipulationsopfer ist ein schwarzer Sklave namens Mouchat, dem erst eine außergewöhnlich grausame Strafe auferlegt wird – angeblich vom Plantagenbesitzer –, die auch in ersten Zügen durchgeführt wird („zwei tüchtige Hiebe“), ehe Colonel Jack sie unterbricht: „Was würdest du sagen oder tun […], wenn ich den großen Herren dazu bewegen könnte, dich zu begnadigen?“ Sobald Colonel Jack die vermeintliche Strafe durch sein angebliches Eingreifen abwendet, ist Mouchat ihm bedingungslos ergeben, ebenso wie weitere Sklaven, bei denen Colonel Jack diese Manipulationstechnik anwendet. Der Plantagenbesitzer übernimmt zur Produktivitätssteigerung diese Manipulationstechnik („zweckmäßig angebrachte Güte“) für seine gesamte Plantage. Aus Dankbarkeit entlässt der Plantagenbesitzer Colonel Jack bereits nach drei der fünf Dienstjahre in die Freiheit, doch Jack bleibt freiwillig noch „fünf oder sechs Jahre in meiner Stellung“. Darüber hinaus schenkt der Plantagenbesitzer Jack dreihundert Acre Land, den Sklaven Mouchat und weitere Sklaven. Der nunmehrige Plantagenbesitzer Colonel Jack erweitert seinen Betrieb, erwirbt einen kleinen Büchervorrat sowie – inzwischen über dreißig Jahre alt – einen gelehrten weißen Deportierten, der ihm Latein beibringen soll und in Religion unterweisen. Durch diese Horizonterweiterung wächst in Jack „eine unüberwindliche Lust zu sehen, was in der Welt vorging“. Nach einer Vorbereitungszeit von drei Jahren bestimmt er seinen Lateinlehrer zum Verwalter seiner inzwischen drei Plantagen und rund hundert Sklaven und reist in Richtung England. Bei der Einfahrt in den Ärmelkanal wird sein Schiff allerdings von einem französischen Freibeuter geentert, der Colonel Jack nach Saint-Malo mitnimmt, während das französisch besetzte Schiff des Colonel Jack von einem englischen Linienschiff zurückerobert und Jacks darin befindlichen Vermögenswerte somit gerettet werden. Jack erwirkt dank seiner Geschäftsbeziehungen seine Freilassung, reist weiter, gelangt acht Monate nach Verlassen Nordamerikas nach Gent, schließt sich vorübergehend englischen Truppen an und reist dann ins englische Deal.
Als Colonel Jacques in England
In England kann Colonel Jack auf sein Vermögen aus den nordamerikanischen Plantagen zurückgreifen und sieht sich daher „in eine sehr gute Lage versetzt“. Da seine französischen Papiere auf den Namen Colonel Jacques lauten, nennt er sich in London nun so, geriert sich als Franzose und hält sich sogar französisches Hauspersonal. Nach zwei Jahren beginnt er, sich in eine 22-jährige Dame aus der Nachbarschaft zu verlieben. „Man hatte ihr aber unglücklicherweise gesagt, ich sei unermeßlich reich und ein großer Kaufmann, und sie würde an meiner Seite das Leben einer Königin bekommen. Ich wußte jedoch weder, daß sie aus diesem Beweggrund handelte noch daß man ihr solches gesagt hatte.“ Nach der Heirat entpuppt sich die Ehefrau daher als „ein wildes, unbändiges, völlig zügelloses Ding“. Colonel Jack, der ihren nunmehrigen Lebenswandel als dauerhaft unfinanzierbar ansieht, bittet sie, sich einzuschränken, was sie ablehnt. Sie wird schwanger mit einem Kind, „das nach ihrer spöttischen Äußerung sein Dasein vielleicht jemand anderem verdankte“, bekommt von Colonel Jack ein Unterhaltsgeld von 300 Pfund jährlich zugesichert gegen die „Gewähr, daß sie mich nicht in Schulden stürzen würde“. Die Trennung nach dreijähriger Ehe erfolgt nach leidenschaftlicher Auseinandersetzung und zum Bedauern von Colonel Jack, „denn ich liebte sie wirklich und hätte alles mit ihr sein mögen, nur kein Bettler und kein Hahnrei“. Dass ihre illegalerweise auf Jacks Namen ausgestellten Wechsel ins Leere laufen, sorgt bei denen, die die Wechsel annehmen, für Unmut: Jack wird zweimal überfallen, fasst „daher den Entschluß, mich wo möglich aus dem Bereich der Gefahr zu bringen“, und kehrt nach Frankreich zurück.
Werdegang als Colonel Jacques im Dienste Frankreichs
In Dunkerque kauft Colonel Jack sich eine Kompanie-Kommandantur in einem irischen Regiment, das bald darauf in Norditalien für Frankreich kämpft. Er nimmt an verschiedenen Schlachten teil, unter anderem an der Schlacht bei Luzzara, wo er von einer Muskete getroffen und gefangen genommen wird. Er pflegt „vierzig Tage lang meine Armwunde“ in Parma, wird mit anderen Kriegsgefangenen „zum Zweck eines Gefangenenaustauschs aufbewahrt“, wozu man ihn in Trient in das Haus eines Mannes einquartiert, mit dessen Tochter Jack ein Verhältnis beginnt, das in seine zweite Ehe mündet. Nach dem Gefangenenaustausch kehrt er mit seiner Frau zusammen nach Paris zurück. Er verkauft seine Kompanie-Kommandantur, nimmt an der erfolglosen Flottenexpedition des Stuart-Thronanwärters gen Schottland teil und nach Rückkehr der Flotte seinen Abschied. Sein unerwartetes Auftauchen in Paris „führte mich zu einer Entdeckung hinsichtlich meines Weibes, die mir gar nicht behagen wollte“: Colonel Jack verdächtigt einen Marquis als Nebenbuhler, duelliert sich mit ihm und denkt, ihn getötet zu haben. Doch der Marquis ist nur verwundet, und Jack „zweifelte nicht, er werde, da er mich auf der Flucht glaubte, die wahre Sachlage angeben.“ Über einen befreundeten Kaufmann bringt Colonel Jack sein Geld so in Sicherheit, dass er in London darauf zugreifen kann, und verabschiedet sich von seiner zweiten Gattin: „Es ist genug; der Marquis hat ehrlich Eure Schuld eingestanden, und ich bin mit Euch fertig.“ Entgegen der Erwartungen seiner Verfolger nimmt Colonel Jack nicht den direkteren Weg nach England, sondern über Châlons, Bar-le-Duc, Deux Ponts und Köln nach Den Haag, wo er sich gen England einschifft.
Als Charnock/Charnot in England
„Ich befand mich nun in London, war aber genötigt, sehr zurückgezogen zu leben und meinen Namen zu verändern“, so dass niemand von seiner Identität weiß außer einem Kaufmann, über den er seine Geldgeschäfte abwickelt und mit seinen Plantagen kommuniziert. Auf seine Plantagen zurückkehren möchte Jack noch nicht, denn „wenn ich dahin zurückkehren sollte, so war mir dies gerade, als ob ich lebendig ins Grabe stiege.“ Von London zieht Colonel Jack nach Canterbury, „wo ich mich unter Franzosen einen Engländer und unter Engländern einen Franzosen nannte. Um die Täuschung vollkommen zu machen, gab ich mir bei ersteren den Namen Master Charnock, während ich bei letzteren Monsieur Charnot hieß.“ Auf der Rückreise nach London lernt er eine Kapitänswitwe kennen und heiratet sie; sie bekommen drei Kinder. Die dritte Geburt schwächt die Gesundheit der Kapitänswitwe, deren Hebamme ihr Alkohol als Heilmittel ans Herz legt. „Vom Tropfen ging es zum Nippen, vom Nippen zum Schlucke, vom Schlucke zu einem Glas und so weiter zu zweien, bis sie endlich eine richtige Trinkerin war“ mit einer Neigung zu einem „Leben höllischer Ausschweifungen“. Mit einem Trinkkumpan seiner Frau prügelt Jack sich dermaßen heftig, dass er ahnt, „er werde wegen der Geschichte in der Stadt einen großen Lärm machen, und so verließ ich diese mit meiner Familie“, um nahe Lancaster zu leben. Die fortgesetzte Trunksucht der Kapitänswitwe fordert ihren Tribut: Die dritte Gemahlin von Colonel Jack stirbt nach ungefähr anderthalbjährigem Aufenthalt im Norden. Nicht zuletzt, um den „drei unschuldigen Kindern“ eine neue Mutter zu geben, heiratet Colonel Jack eine 33-jährige „Jungfer Margaret“, die „Moggy“ genannt wird und „sowohl zu Lebzeiten meiner Frau als nach ihrem Tode sehr tätig und hilfreich bei meinem Hauswesen“ gewesen ist. Moggy gebärt einen Sohn, eine Tochter, in einer Pockenepidemie sterben alle Kinder bis auf einen Sohn aus der Ehe mit der Kapitänswitwe und Moggys Tochter. Moggy, die Colonel Jack daran hindert, sich zu sehr in den Jakobitenaufstand 1715 verwickeln zu lassen, stirbt nach vierjähriger Ehe „an den Folgen eines Sturzes, als sie eben mit einem Kinde gesegnet war“. Dieser Schicksalsschlag bewegt Jack dann doch, seine Tochter bei Moggys Vater zu lassen und sich mit seinem Sohn einzuschiffen, um nach Maryland heimzukehren.
Zweiter Aufenthalt in Maryland und Abenteuer in der Karibik
Auf seine Plantagen heimgekehrt, findet Jack seine erste Ehefrau dort als eine wegen einer kleinen Dieberei deportierte Verbrecherin in seinen Diensten vor. Jack ist bereit, alles aufzubieten, „ihrer gegenwärtigen armseligen Lage ein Ende zu machen, vorausgesetzt, daß sie sich klug benehme und verschwiegen sei“. Sie arbeitet statt auf dem Feld anschließend im Haus. „Nachdem sie diese Stellung eine Zeitlang ausgefüllt, erholte sie sich allmählich und wurde wieder heiterer. Ihre eingesunkenen Formen rundeten sich, und sie begann wieder etwas von den strahlenden und bezaubernden Zügen zu gewinnen, die mir ehedem so teuer gewesen“, so dass Colonel Jack sie abermals heiratet. Gleichzeitig treffen jedoch immer mehr deportierte Jakobiten auf den Plantagen ein, und „obgleich ich selbst keine von diesen armen Leuten ankaufte, so taten es doch meine Nachbarn“ und Jack fürchtet, von einem deportierten Jakobiten als Rebellen-Sympathisant identifiziert zu werden und somit Freiheit und Besitz zu verlieren. Unter einem Vorwand lässt Jack sich auf Antigua nieder, während seine Frau über alte Bekannte in London versucht, eine Begnadigung zu erwirken. Tatsächlich erfährt Jack auf Antigua, dass der englische König einen Generalpardon unterzeichnet habe, will sich heimwärts aufmachen, wird aber in einem Sturm abgetrieben, so dass sein Schiff vor Kuba den Spaniern in die Hände fällt. Zu seinem Glück hat Jack „die Oberstleutnantsbestallung für die irische Brigade […] in der Tasche, worin erwähnt war, daß die genannte Brigade damals […] unter den Befehlen seiner katholischen Majestät in Italien stand“, also des spanischen Königs. Während Jack und seine Leute, offiziell gefangen, auf eine endgültige Klärung ihres Rechtsfalls warten, können sie von Kuba aus illegalen Handelsabenteuern vor Veracruz nachgehen. Nachdem der Fall von Jack geklärt ist und er heimwärts zurückkehren kann, lässt er diese illegalen Handelsbeziehungen wieder aufleben, macht auf seiner ersten Fahrt aus 20.000 Dollar Investition 200.000 Dollar Verkaufserlös. Ungefähr fünf Monate nach dieser erfolgreichen Aktion am mexikanischen Festland versucht Colonel Jack eine Wiederholung, scheitert jedoch und muss unter falschem Namen bei einem mexikanischen Geschäftsfreund wohnen. „Hier schrieb ich auch diese Erinnerungen nieder“, so Jack gegen Ende des Buches. Schließlich reist er als angeblicher Spanier von der spanischen Kolonie Mexico nach Cádiz, von dort nach London, wohin er auch seine Frau holt.

## Entstehungsgeschichte
Seit Sommer 1720 arbeitete Defoe als Kriminalreporter für Appleby’s Journal und kam mit den Insassen von Newgate und Bridewell in Berührung, wo er Thema und Stoff für Moll Flanders und Colonel Jack fand.

## Textanalyse
Colonel Jack ist eine in Ich-Form verfasste Mischung aus fiktiven Memoiren, pikareskem Roman, Bildungsroman und Abenteuerroman mit Piraten, Gefangenschaften, Duellen. Gleichzeitig ist der Text eine Parabel mit Zügen eines Märchens und einer der ersten Gefühlsromane (sentimental novel). Die erzählte Zeit beginnt mit Colonel Jacks Geburt circa 1648 und endet mehr als vier Monate nach dem 20. Dezember 1722, dem Veröffentlichungstermin des Romans Colonel Jack. Fast die Hälfte des Textes spielt in England, hauptsächlich London und Umgebung. Ein weiteres Viertel des Textes ist in der britischen Kolonie Maryland zu verorten.

### Figurenkonstellation
Hauptfigur
Hauptfigur ist die Titelfigur Colonel Jack, die das Bindeglied darstellt zwischen an sich unverbundenen Episoden. Colonel Jack attestiert sich „eine sehr schlagfertige Zunge“ und dass er sich „besser auszudrücken [weiß] als viele, die eine weit bessere Schule genossen hatten.“ Trotz der zur Schau gestellten Intelligenz weist Colonel Jack auch Schwächen auf wie eine große Naivität in manchen Dingen (beispielsweise beim Kontakt mit Frauen) und Selbstzweifel, die einen großen Durst nach Anerkennung zur Folge haben. Letztlich ist für den einstigen Dieb die Zwangsknechtschaft ein Fegefeuer, aus dem er geläutert hervorgeht, und seine Geschichte „eine Fallstudie wirtschaftlichen und sozialen Aufstiegs“.
Kriminelle Nebenfiguren (Auswahl)
- Captain Jack: Es ist der leibliche Sohn von Colonel Jacks Ziehmutter, ungefähr ein Jahr älter als Colonel Jack,[106] „und als ob er als Dieb geboren war, so stahl er, fast noch ehe er sprechen konnte, alles, was in den Bereich seiner Finger kam“.[107] Von Natur aus ist er verstockt und hinterhältig, boshaft und brutal, unwissend, aber auch kühn und verwegen.[107] Während Colonel Jacks erstem Maryland-Aufenthalt endet er in London am Galgen.
- Major Jack: Ebenso wie Colonel Jack ist der Sohn eines Gardemajors[107] nur als Ziehkind aufgenommen, allerdings zwei Jahre nach Colonel Jack.[106] Er besitzt „mehr Tapferkeit und Edelmut“ als Captain Jack,[108] ist ein „heiterer, launiger, angenehmer Knabe“,[107] ein Leichtfuß, der leichten Fußes sogar aus dem Newgate-Gefängnis entkommt und in Frankreich seine kriminelle Karriere fortsetzt, bis er erwischt und auf dem Pariser Place de Grève gerädert wird.
- Robin/Will: Er ist ein „vortrefflicher Taschendieb“ und besitzt „eine solche Fingerfertigkeit, irgend etwas beiseite zu schaffen, daß kaum etwas, auf das er ein Augenmerk gerichtet hatte, seinen Händen entging. Überhaupt kann ich mich nicht erinnern, daß er je sein Ziel verfehlt hätte oder bei der Tat ertappt worden wäre.“[109] Sein Glück endet erst, als er seinem Spezialgebiet untreu wird: Er endet wegen Raubmords am Galgen.[26]

Eheliche Nebenfiguren
- Die Londonerin (erste und fünfte Ehefrau): Sie ist die einzige Nebenfigur, deren Charakterisierung verglichen mit der des Colonel Jacks nicht relativ „platt“[110] ausfällt. In die erste Ehe geht die Mitgiftjägerin noch listig[56] hinein mit dem Vorsatz, nach der Heirat lebenslustig und leichtsinnig[57] das „Leben einer Königin“[56] zu führen. Nach der Heirat lässt dieses „Chamäleon von einem Weibe“[55] die würdevoll-zurückhaltende Fassade fallen und bezichtigt ihren Mann des Geizes, der ihre Spielsucht mit dem Satz kommentiert: „Kein Besitztum ist groß genug, um einen Würfelbecher zu füllen.“[57] Nachdem Colonel Jack sich und sein Vermögen dem leichtfertigen Twen entzieht, läutert sich die einstige Verschwenderin und Ehebrecherin und begegnet Jack als deportierte Kriminelle in der britischen Kolonie Maryland „mäßig, klug und einsichtsvoll geworden“ wieder, ohne „ihre Unterhaltungsgabe, ihren Witz, ihr Gedächtnis, ihre umfassenden Kenntnisse“[111] verloren zu haben, in die Jack sich einst verliebte.
- Die Italienerin (zweite Ehefrau): Die Ehe mit der Wirtstochter, die ein einnehmendes Wesen, doch einen Hang zu Leichtsinn hat,[65] ist eine Kurzschlusshandlung von Colonel Jack. Nachdem Colonel Jack sie wegen eines illegalen Duells mit einem Marquis fluchtartig verlassen musste, knüpft „der Marquis sein früheres Liebesverhältnis wieder mit ihr an und nahm sie zu sich.“[68]
- Die Kapitänswitwe (dritte Ehefrau): Die gesundheitlichen Folgen der dritten Geburt sind der Anfang von ihrem Ende. Sie betäubt ihre gesundheitlichen Probleme mit Alkohol, und die „schöne, bescheidene, gebildete Frau wurde zum Tier, zu einer Sklavin des Branntweins und trank nicht nur bei Tisch, sondern sogar in ihrem Schlafgemach, bis endlich ihre zierliche, wohlgebildete Gestalt den Umfang einer fetten Gastwirtin angenommen hatte“.[73] Schließlich trinkt sie sich zu Tode.
- „Moggy“ (Margaret; vierte Ehefrau): Die Verbindung mit ihr ist die einzige Vernunftehe von Colonel Jack. „Eine Schönheit war sie gerade nicht, aber recht hübsch, wohl gebaut, heiteren Charakters, eine sehr gute Haushälterin“,[76] und sie wird geliebt von den drei Kindern Colonel Jacks,[77] die ohne Mutter zunehmend verwahrlosten und eine Ersatz-Mutter brauchten.[78]

Weitere Nebenfiguren (Auswahl)
- Der Plantagenbesitzer: Er ist Colonel Jacks „guter Freund und Wohltäter“,[112] sehr reich, als Figur des öffentlichen Lebens Marylands bedeutend und besitzt „eine Menge sowohl schwarzer als englischer Sklaven.“[38] Mit Hilfe dieses ihm wohlgesonnenen Herrn steigt der in die Knechtschaft verkaufte Jack bis in den Rang eines Grundbesitzers auf, doch der Plantagenbesitzer nimmt für Jack auch die „Vaterstelle“ ein, „und ohne ihn war ich ein verlassener Fremdling“.[112]
- Mouchat: Nachdem der schwarze Sklave Mouchat durch Colonel Jack mit einer gar nicht wirklich verhängten Züchtigung bedroht war, deren vermeintliche Vollstreckung Colonel Jack dann „verhindert“, ist Mouchat seinem scheinbaren Retter Colonel Jack bis in den Tod ergeben und sogar bereit, an Jacks Stelle am Galgen zu enden.[113]

### Themen
Das Wesen des Gentleman
Der vage Begriff des Gentleman zieht sich wie ein immer wieder durchscheinender roter Faden durch das Buch. Die notwendigen Voraussetzungen, ein Gentleman zu sein, sind eine wesentliche Antriebsfeder für Colonel Jack:
- Ob er das Kriterium hoher Geburt erfüllt, bleibt selbst dann schleierhaft, wenn Colonel Jack annimmt, nur ein Gentleman würde fordern, dass sein Sohn gesagt bekommen solle, er sei ein Gentleman.[3] Das ist auch Jacks Beweggrund, sich einen Offiziersposten zu kaufen, sobald er das Geld dafür hat, und in den Krieg zu ziehen: Er wandelt dadurch bare Münze um in immaterielle Ehre.
- Das Kriterium höherer Bildung strebt Colonel Jack dagegen spätestens ab dem Zeitpunkt an, zu dem er sich selbst „gewissermaßen zu einem Historiker“ ausbildet.[6]
- Das Kriterium eines edlen Charakters ist schwerer zu erfüllen in einer Gesellschaft, die Kinder in Armut und Unwissenheit aufwachsen lässt und die somit die Verantwortung für die kriminelle Karriere der drei Jacks trägt. Dementsprechend hält Colonel Jack erst recht spät seine Verbrechen „für unehrenwert und mit dem Leben eines Gentleman nicht vereinbar“.[114] Dass gute Manieren das Aushängeschild eines Gentleman sind, erkennt Colonel Jack dagegen sofort, nachdem ein Glashüttenbesitzer einen heftig fluchenden vermeintlichen Gentleman ermahnt: „Ich bitte euch daher, wenn Ihr versucht seid zu fluchen, fragt Euch stets: Tut dies ein Gentleman? Ist dies eines Gentleman würdig? Diese Frage wird schon hinreichen, Eurer Vernunft die Zügel anzulegen – und so werdet Ihr bald dieser schlimmen Gewohnheit entsagen können.“[115]
- Bis zum Ende des Buches beschäftigt Colonel Jack dagegen das Kriterium ausreichenden Wohlstands, der allein einen Gentleman in die Lage versetzt, gänzlich ohne eigene Arbeit zu existieren. Dieses Kriterium verengt die Frage „Was ist ein Gentleman?“ bis hin zur Antwort: ein Landjunker mit viel Grundbesitz und ausgeprägten sozialen Vorrechten.

Kapital
Ausreichenden Wohlstand erzielt ein Gentleman nur mit ausreichenden finanziellen Mitteln. Schon früh erliegt Colonel Jack der erotischen Kraft des Geldes: Ein vorübergehender Geldverlust lässt den jugendlichen Jack „in leidenschaftlichem Ungestüm laut“ aufschreien, der Wiedergewinn sorgt dafür, dass er das Geld „liebkoste und küßte“, ehe er wieder in Tränen ausbricht, „wie ich es zuvor getan hatte, als ich meine Habe für verloren gab.“ Colonel Jack nimmt aber auch rasch wahr, „aus welcher Quelle all die Sorgen und Bedrückungen des menschlichen Lebens fließen, nämlich einmal aus dem rastlosen Haschen und Jagen nach Geld und dann aus der unablässigen Sorge, es sich zu erhalten, sobald man in seinem Besitz ist“: Geld, das man besitzt, kann einem zur Freiheit verhelfen, doch vom Geld besessen zu sein bedeutet Unfreiheit.
Humankapital
Soziale Vorrechte eines Gentleman werden deutlich, wenn er auf andere Menschen herabschauen kann. Die Reichen und Vornehmen in London schauen auf die dortigen Armen herab, die als Besitz nur über ihren Körper oder dessen Kraft verfügen. Die Plantagenbesitzer und sogar ihre Sklavenaufseher schauen auf die schwarzen Sklaven, Schuldknechte, Deportierten herab, die auf den Plantagen zur Arbeit gezwungen werden – auch hier ist der Körper oder dessen Kraft der einzige Besitz. Und das Prinzip, Menschen zur Ware zu verdinglichen, kommt sogar dann zum Tragen, als Jack sich eine Soldatenkompanie kauft. Colonel Jacks Abenteuer, so Hammond, können insgesamt „als Fallstudien über das Thema Abhängigkeit betrachtet werden: Jedes Abenteuer variiert das Thema Herr und Diener, Lehrer und Schüler. [...] Das Herr-Diener-Thema wird umgekehrt, als andere wiederum von Jack abhängig werden [...] Am Ende der Erzählung [...] müssen wir schlussfolgern, dass Jack unabhängig von anderen geworden ist und gelernt hat, Herr seines eigenen Schicksals zu sein.“

## Rezeption
André Gide vermerkte in seinem Tagebuch über Colonel Jack: „Das ist so schön wie das Leben selbst; die Kunst, mit der es dargeboten und umhüllt wird, könnte nicht diskreter, nicht durchsichtiger sein.“

## Deutschsprachige Textausgaben (Auswahl)
- Die Geschichte und das ungewöhnliche Leben des sehr ehrenwerten Colonel Jacques, allgemein Oberst Jack genannt. Übersetzung: Lore Krüger. Aufbau, Berlin 1981.
- Moll Flanders, Colonel Jacques, Roxana, John Sheppard, Jonathan Wild (= Romane. Band 2.) Übersetzung: Carl Kolb. Hanser, München 1968. S. 263–520.

## Sekundärliteratur (Auswahl)
- Khaled Aljenfawi: Colonel Jacks Americas and Spiritual Allegory. In: Arab World English Journal. Nr. 3, Oktober (Special Issue on Literature), 2015, ISSN 2229-9327, S. 115–126. pdf
- Gabriel Cervantes: Episodic or Novelistic? Law in the Atlantic and the Form of Daniel Defoe’s Colonel Jack. In: Eighteenth-Century Fiction. Jg. 24, Nr. 2, 2011/12, ISSN 0840-6286, S. 247–277. pdf
- Jeanne Clegg: The Intricacies of Office. Constables, Thieves and the Uses of Literacy in Moll Flanders and Colonel Jack. In: Journal of Early Modern Studies. JEMS. 2021. ISSN 2279-7149, S. 193–209. pdf
- Catherine Fleming: “My Fellow-Servants”. Othering and Identification in Daniel Defoe’s Colonel Jack. In: Digital Defoe. Studies in Defoe & His Contemporaries. Jg. 11, Nr. 1, 2019, ISSN 1948-1802, S. 17–35. pdf
- John R. Hammond: Colonel Jack. In: John R. Hammond: A Defoe Companion. Palgrave Macmillan, Basingstoke 1993. ISBN 0-333-51328-2. ISBN 0-389-21006-4. S. 118–126.
- Clayton Louis Kaupp: The moral purpose of Defoe’s rogue histories. Colonel Jack, Moll Flanders, Captain Singleton, The Fortunate Mistress (Roxana). (Masterarbeit.) Kansas State University, Manhattan KA 1968. pdf
- Carl Raymond Kropf: Colonel Jack. In: Carl Raymond Kropf: Defoe as puritan novelist. (Doktorarbeit.) Ohio State University, Columbus OH 1968. S. 76–103. pdf
- Syed W. Rizvi: Sentimentalism in Col. Jack. (Masterarbeit.) State University of New Jersey, Camden NJ 2017. pdf